# Tabasaranski jezik
Tabasaranski jezik (ISO 639-3: tab), sjeveroistočni kavkaski jezik lezginske skupine, kojim govori 128 000 Tabasarana (2002 popis) na jugu Dagestana u Rusiji, i nešto po drugim državama bivšeg SSSR-a, Azerbajdžan, Kazahstan, Turkmenistan i Uzbekistan.
Ima dva dijalekta sjevernotabasaranski (khanag) i južnotabasaranski. Piše se ćirilicom. Etnička populacija u Rusiji iznosi 131 785 (2002 popis)

## Vanjske poveznice
- Ethnologue (14th)
- Ethnologue (15th)